# Rafael Scapini de Almeida
Rafael Scapini de Almeida (Campinas (Brazilië), 29 juni 1982), ook wel Rafinha genoemd, is een Braziliaans voetballer. Hij speelde van augustus 2011 tot mei 2016 voor KAA Gent. Daarna keerde hij terug naar zijn voormalige club in Finland, HJK Helsinki.

## Spelerscarrière
| Seizoen         | Club            | Land             | Competitie         | Competitie | Competitie | Beker | Beker | Andere | Andere | Internationaal | Internationaal | Totaal | Totaal |
| Seizoen         | Club            | Land             | Competitie         | Wed.       | Dlp.       | Wed.  | Dlp.  | Wed.   | Dlp.   | Wed.           | Dlp.           | Wed.   | Dlp.   |
| --------------- | --------------- | ---------------- | ------------------ | ---------- | ---------- | ----- | ----- | ------ | ------ | -------------- | -------------- | ------ | ------ |
| 2006/07         | AC Oulu         | Vlag van Finland | Ykkönen            | 18         | 0          | 0     | 0     | 0      | 0      | 0              | 0              | 18     | 0      |
| 2007/08         | Tampere United  | Vlag van Finland | Veikkausliiga      | 22         | 1          | 1     | 0     | 0      | 0      | 4              | 0              | 27     | 1      |
| 2008/09         | Tampere United  | Vlag van Finland | Veikkausliiga      | 25         | 7          | 13    | 6     | 0      | 0      | 0              | 0              | 38     | 13     |
| 2009/10         | HJK Helsinki    | Vlag van Finland | Veikkausliiga      | 24         | 1          | 4     | 0     | 0      | 0      | 6              | 0              | 34     | 1      |
| 2010/11         | HJK Helsinki    | Vlag van Finland | Veikkausliiga      | 20         | 2          | 0     | 0     | 0      | 0      | 0              | 0              | 20     | 2      |
| 2011/12         | HJK Helsinki    | Vlag van Finland | Veikkausliiga      | 0          | 0          | 0     | 0     | 0      | 0      | 3              | 1              | 3      | 1      |
| 2011/12         | KAA Gent        | Vlag van België  | Jupiler Pro League | 20         | 1          | 3     | 0     | 0      | 0      | 0              | 0              | 23     | 1      |
| 2012/13         | KAA Gent        | Vlag van België  | Jupiler Pro League | 24         | 0          | 4     | 0     | 0      | 0      | 1              | 0              | 29     | 0      |
| 2013/14         | KAA Gent        | Vlag van België  | Jupiler Pro League | 21         | 0          | 4     | 0     | 0      | 0      | 0              | 0              | 25     | 0      |
| 2014/15         | KAA Gent        | Vlag van België  | Jupiler Pro League | 19         | 1          | 4     | 0     | 0      | 0      | 0              | 0              | 23     | 1      |
| 2015/16         | KAA Gent        | Vlag van België  | Jupiler Pro League | 17         | 0          | 3     | 0     | 1      | 0      | 6              | 0              | 27     | 0      |
| 2016/17         | HJK Helsinki    | Vlag van Finland | Veikkausliiga      | 0          | 0          | 0     | 0     | 0      | 0      | 0              | 0              | 0      | 0      |
| Carrière totaal | Carrière totaal | Carrière totaal  | Carrière totaal    | 210        | 13         | 36    | 6     | 1      | 0      | 20             | 1              | 267    | 20     |

## Erelijst
| Competitie            |              |                  |              |              |
| Competitie            | Aantal       | Jaren            |              |              |
| HJK Helsinki          | HJK Helsinki | HJK Helsinki     | HJK Helsinki | HJK Helsinki |
| --------------------- | ------------ | ---------------- | ------------ | ------------ |
| Landskampioen Finland | 3x           | 2010, 2011, 2017 |              |              |
| KAA Gent              |              |                  |              |              |
| Landskampioen België  | 1x           | 2015             |              |              |
| Belgische Supercup    | 1x           | 2015             |              |              |